# Atelopus sorianoi
El sapito arlequín de Soriano (Atelopus sorianoi) es una especie de anfibios de la familia Bufonidae.
Es endémica de Venezuela. Su hábitat natural incluye montanos secos y ríos. Está amenazada de extinción por la pérdida de su hábitat natural.